# Paratelmatobius
Paratelmatobius é um género de anfíbios da família Leptodactylidae.
As seguintes espécies são reconhecidas:
- Paratelmatobius cardosoi Pombal & Haddad, 1999
- Paratelmatobius gaigeae (Cochran, 1938)
- Paratelmatobius lutzii Lutz & Carvalho, 1958
- Paratelmatobius mantiqueira Pombal & Haddad, 1999
- Paratelmatobius poecilogaster Giaretta & Castanho, 1990
- Paratelmatobius yepiranga Garcia, Berneck & Costa, 2009